# 汐美真帆
汐美 真帆（しおみ まほ、1973年10月20日 - ）は、元宝塚歌劇団の男役で現在はヨガ指導者。
宝塚市出身、出身校は小林聖心女子学院（中等部）、身長169センチ、血液型A型。宝塚歌劇団時代の愛称ケロ。元星組・宙組男役スターの夢大輝は従姉妹にあたる。

## 来歴・人物
兵庫県宝塚市出身。
中学生の頃から通い始めた宝塚受験サポートスタジオで、同じ学校の高等部の先輩・朝宮真由、入団後汐美と同じ組に配属され、後に星組トップスターとなる安蘭けいと知り合う。この2人とともに汐美も1989年に宝塚音楽学校に合格。3人は同期となる。
1991年、第77期生として宝塚歌劇団に入団。入団時の成績は40人中22番。同期生に春野寿美礼（元花組トップスター）、朝海ひかる（元雪組トップスター）、安蘭けい（元星組トップスター）、花總まり（元宙組トップ娘役）、成瀬こうき（元専科男役スター）などがいる。「ベルサイユのばら〜オスカル編〜」で初舞台。1992年1月13日付けで雪組に配属。
1998年11月2日付けで月組へ組替え。この時期には、自身の他に大空祐飛（後に宙組トップ）、霧矢大夢（後に月組トップ）、大和悠河（後に宙組トップ）の4人でグループとして扱われることが多く（通称：シューマッハ）、当時のトップスターであった真琴つばさとともにテレビ出演などもしていた。
2001年、バウホール公演「血と砂」で、大空祐飛とW主演を果たす。
2003年2月21日付けで星組へ組替え。芝居やショーで舞台を盛り上げ人気を博したが、2004年12月26日、「花舞う長安／ロマンチカ宝塚 04 -ドルチェヴィータ!-」の東京公演千秋楽を最後に宝塚歌劇団を退団。退団の際には、自身初のディナーショー『Good Bye,Good Guy,Good Fellow』を開催した。
退団後渡米し、2年間ニューヨークで語学・ダンス・歌・メーク、そしてヨガなどの勉強に専念し、2007年に、目白椿の坂スタジオでヨガ講座の指導者となる。
2008年、YOKOとしてミュージカル「RENT」に出演するなど、舞台の活動も行っている。
2018年9月13日、グルテンフリーパンの米粉パンの専門店「穂乃ぱん」経営者と入籍。

## エピソード
幼少期、イラン・テヘランに住んでいたことがある。
幼いころから宝塚歌劇に親しみ、小学校4年生から宝塚コドモアテネを利用。後に汐美同様雪組に配属され、下級生時代を共に過ごす彩吹真央と知り合う。彩吹は「（汐美さんは）当時からの幼馴染であり、一緒に観劇したり出待ちをしたりする関係であった」と、「宝塚GRAPH」の「波瀾爆笑!わが人生」の中で告白している。
芸名の"汐美真帆"は、「美しい海原を帆船がまっすぐに進むように」の意で、父親が考案した。ペルシアを起源とする太陽神ミトラの恵みという意味の"みとら恵（けい）"という芸名も候補に挙がっていた。

## 宝塚歌劇団時代の主な舞台出演

### 雪組時代
- 1992年3月、『この恋は雲の涯まで』
- 1992年10月、『忠臣蔵 -花に散り、雪に散り-』新人公演：不破数右衛門／読売卯之助（本役：和央ようか）
- 1994年4月、『ライト&シャドウ』（ドラマシティ）フレッド
- 1994年5月、『風と共に去りぬ』新人公演：北軍伍長（本役：葛城七穂）
- 1994年11月、『雪之丞変化／サジタリウス』新人公演：門倉平馬（本役：葛城七穂）
- 1995年5月、『JFK／バロック千一夜』新人公演：ロバート・ケネディ（本役：高嶺ふぶき）
- 1995年9月、『大上海』（バウ）江上
- 1995年11月、『あかねさす紫の花／マ・ベル・エトワール』矢坂部連倉目、新人公演：中臣鎌足（本役：香寿たつき）
- 1996年2月、『エリザベート -愛と死の輪舞-』新人公演：フランツ・ヨーゼフ（本役：高嶺ふぶき）
- 1996年4月、『アリスの招待状』（バウ）シスターJ
- 1996年8月、『虹のナターシャ／La Jeunesse!』新人公演：呉竹公弥（本役：萬あきら）
- 1996年10月、『アナジ』（バウ・東京特別）隼人
- 1997年3月、『仮面のロマネスク／ゴールデン・デイズ』ラフォン、新人公演：ダンスニー男爵（本役：轟悠）
- 1997年5月、『晴れた日に永遠が見える』（東京特別・名古屋特別）ウォレン・スミス
- 1997年9月、『真夜中のゴースト／レ・シェルバン』スティーブ、新人公演：エリック（本役：和央ようか）
- 1997年12月、『春櫻賦／LET'S JAZZ -踊る五線譜-』美濃
- 1998年2月、『ICARUS -追憶の薔薇を求めて-』（バウ）作家
- 1998年6月、『心中・恋の大和路』（バウ）丹波屋八右衛門
- 1998年8月、『浅茅が宿 -秋成幻想-／ラヴィール』保重
- 1998年10月、『凍てついた明日 -ボニー&クライド-』（バウ）レイモンド・ハミルトン

### 月組時代
- 1999年1月、『黒い瞳／ル・ボレロ・ルージュ』マクリームイチ伍長　＊東宝のみ
- 1999年3月、『うたかたの恋／ミリオン・ドリームズ』（全国ツアー）ジャン・サルヴァドル大公
- 1999年5月、『螺旋のオルフェ／ノバ・ボサ・ノバ』ベルジェス
- 1999年7月、『ブエノスアイレスの風』（神戸国際会館・東京特別）ビセンテ
- 1999年10月、『夢幻花絵巻／ブラボー!タカラヅカ』（北京・上海）
- 1999年11月、『うたかたの恋／ミリオン・ドリームズ』（全国ツアー）ジャン・サルヴァドル大公
- 2000年2月、『LUNA-月の伝言-／BLUE・MOON・BLUE -月明かりの赤い花-』ジュード
- 2000年8月、『LUNA-月の伝言-／BLUE・MOON・BLUE -月明かりの赤い花-』（博多座）ジュード
- 2000年9月、『ゼンダ城の虜／ジャズマニア』ミカエル大公
- 2001年1月、『いますみれの花咲く／愛のソナタ』ユーリ
- 2001年3月、『Practical Joke（ワルフザゲ）ってことにしといてくれよ』（ドラマシティ・東京特別）ピエール
- 2001年5月、『愛のソナタ／ESP!!』ユーリ
- 2001年8月、『大海賊／ジャズマニア』ドクター
- 2001年10月、『血と砂』（バウ・東京特別）ファン・ガルラード ＊W主演
- 2002年1月、『ガイズ&ドールズ』ビッグ・ジュール
- 2002年6月、『サラン・愛／ジャズマニア』（全国ツアー）阿敏
- 2002年8月、『長い春の果てに／With a song in my heart -君が歌、わが心に深く-』ジャン
- 2003年2月、『長い春の果てに／With a song in my heart』（中日）ジャン

### 星組時代
- 2003年4月、『蝶・恋 -燃えつきるとも-／サザンクロス・レビュー』（全国ツアー）維仲
- 2003年7月、『王家に捧ぐ歌』ウバルド
- 2003年12月、『巌流 -散りゆきし花の舞-』（バウ・東京特別）宮本武蔵
- 2004年2月、『1914 愛／タカラヅカ絢爛』ポール・ギョーム
- 2004年8月、『花舞う長安 -玄宗と楊貴妃-／ロマンチカ宝塚 04 -ドルチェヴィータ!-』（博多座）陳玄礼
- 2004年10月、『花舞う長安 -玄宗と楊貴妃-／ロマンチカ宝塚 04 -ドルチェヴィータ!-』陳玄礼 ＊退団公演
- 2004年11月、汐美真帆ディナーショー『Good Bye,Good Guy,Good Fellow』

## 宝塚歌劇団退団後の主な出演

### 舞台
- RENT（2008年・2010年）
- ラディアント・ベイビー〜キース
- ヘリングの生涯（2016年）
- コオロギからの手紙（2022年）
- 居酒屋「夢の郷」殺人事件2022春　～勝者の書いた歴史は真実か？～（2022年3月）- 明智小桜役
- 居酒屋「夢の郷」2022ファイナル　いつかまた逢える　～さらば…夢の郷～（2022年6月）- 汐美真帆役

### ラジオ
- You Gotチャンネルα 水曜日・金曜日（FM西東京 2019年10月23日～2020年12月25日）